# Coprosma crenulata
Coprosma crenulata är en måreväxtart som beskrevs av Walter Reginald Brook Oliver. Coprosma crenulata ingår i släktet Coprosma och familjen måreväxter. Inga underarter finns listade i Catalogue of Life.